# Order Świętej Katarzyny Męczennicy (Federacja Rosyjska)

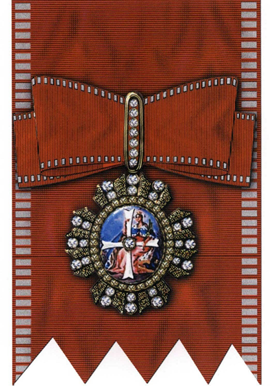
Insygnia Orderu Świętej Katarzyny Męczennicy – odznaka, kokarda i wstęga

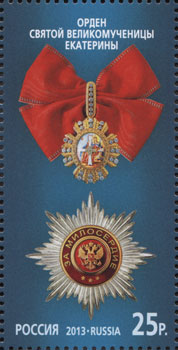
Znaczek Poczty Rosji z wizerunkiem Orderu Świętej Katarzyny Męczennicy – odznaki z kokardą i gwiazdy

Order Świętej Katarzyny Męczennicy (ros. Орден Святой великомученицы Екатерины) – wysokie rosyjskie odznaczenie państwowe. Nazwane na cześć Katarzyny Aleksandryjskiej, męczennicy chrześcijańskiej żyjącej na przełomie III i IV.

## Historia
Order Świętej Katarzyny Męczennicy został ustanowiony Dekretem Prezydenta Federacji Rosyjskiej Dmitrija Miedwiediewa z dnia 3 maja 2012 roku nr 573 „W sprawie ustanowienia Orderu Świętej Katarzyny Męczennicy i odznaki «Za dobroczynność»”.
W listopadzie 2021 roku wprowadzono zmiany w statucie orderu, regulujące noszenie odznaki orderu przy nadawaniu go mężczyznom.

## Statut
Order Świętej Katarzyny Męczennicy nadawany jest obywatelom Federacji Rosyjskiej oraz cudzoziemcom, znanym ze swojej wysokiej kondycji duchowej i moralnej oraz miłosierdzia za wybitny wkład w utrzymywanie pokoju, działalność humanitarną i charytatywną oraz ochronę dziedzictwa kulturowego.
Przyznanie Orderu Świętej Katarzyny Męczennicy z reguły jest uzależnione od warunku posiadania przez nominowanego innego odznaczenia państwowego Federacji Rosyjskiej.
Odznaka Orderu Świętej Katarzyny Męczennicy noszona jest na wstędze przewieszonej przez prawe ramię. Na stroju damskim odznaka jest zawieszona na kokardzie po prawej stronie klatki piersiowej nad innymi odznaczeniami państwowymi Federacji Rosyjskiej, na garniturze męskim – na pięciokątnej zawieszce po lewej stronie klatki piersiowej w kolejności po Orderze „Za zasługi dla Ojczyzny”.
Gwiazda Orderu Świętej Katarzyny Męczennicy noszona jest po lewej stronie klatki piersiowej i znajduje się poniżej orderów noszonych na zawieszce, pod gwiazdą Orderu „Za zasługi dla Ojczyzny”.
Na specjalne okazje i ewentualne noszenie na co dzień dostarczana jest miniaturka insygniów Orderu Świętej Katarzyny Męczennicy, która na stroju damskim jest noszona na kokardzie po prawej stronie klatki piersiowej, na garniturze męskim – na pięciokątnej zawieszce po lewej stronie klatki piersiowej w kolejności po miniaturce Orderu „Za zasługi dla Ojczyzny”.
Baretka Orderu Świętej Katarzyny Męczennicy jest noszona po baretce Orderu „Za zasługi dla Ojczyzny”. Rozetka Orderu Świętej Katarzyny Męczennicy jest noszona lewej stronie klatki piersiowej.

## Opis
Order Świętej Katarzyny Męczennicy składa się z odznaki i gwiazdy.
Odznaką orderu jest krzyż wykonany ze srebra i złocony z owalnym medalionem pośrodku. Każdy koniec krzyża składa się z czterech promieni, których złocona powierzchnia zdobiona jest dekoracją składającą się z sąsiadujących ze sobą reliefowych pierścieni. Pomiędzy promieniami znajdują się po dwa diamenty. Medalion posiada ozdobną obwódkę w postaci reliefowych pierścieni. Na awersie medalion pokryty jest jasnoniebieską emalią, na której widnieje ręcznie wykonany wizerunek Katarzyny Aleksandryjskiej. Rewers odznaki jest gładki, znajduje się na nim numer odznaczenia. Odznaka orderu połączona jest z pierścieniem, który ma kształt wąskiej owalnej ramki, ozdobionej pozłacaną obwódką. Wewnątrz pierścienia znajdują się diamenty ułożone w pionową linię. Przez pierścień przechodzi wstęga ułożona w kokardę. Na odwrotnej stronie kokardy znajduje się uchwyt umożliwiający przypięcie orderu do ubrania. Odznakę orderu na kokardzie można przyczepić do wstęgi orderu. Wysokość odznaki orderu wynosi 45 mm, szerokość 40 mm. Wstęga orderu jest jedwabna, typu moiré, czerwona ze srebrną przerywaną obwódką na krawędziach, o łącznej szerokości 100 mm. Szerokość obwódki to 7 mm.
Szerokość wstęgi na kokardzie wynosi 45 mm, szerokość srebrnej obwódki 3 mm. Gwiazda orderu jest srebrna i ośmioramienna. Pośrodku gwiazdy, w okrągłym medalionie pokrytym czerwoną emalią, znajduje się złocony, pełnokolorowy wizerunek herbu Federacji Rosyjskiej. Wokół medalionu znajduje się obwódka pokryta czerwoną emalią. Na krawędzi prostymi, złoconymi literami wypisano łukiem motto orderu: ЗА МИЛОСЕРДИЕ („ZA MIŁOSIERDZIE”). Odległość między końcami przeciwległych promieni gwiazdy wynosi 82 mm. Na odwrotnej stronie gwiazdy, w dolnej części, znajduje się numer gwiazdy orderu. Gwiazdkę przyczepia się do ubrania za pomocą szpilki.
Na kokardzie noszona jest miniaturka Orderu Świętej Katarzyny Męczennicy. Wysokość miniaturki wynosi 20,2 mm, szerokość 20 mm. Szerokość wstążki miniaturki to 20 mm. Podczas noszenia wstążki orderu na mundurze stosuje się miniaturkę o wysokości 12 mm. Szerokość wstążki wynosi w tym przypadku 24 mm.
Na rozetce Orderu Świętej Katarzyny Męczennicy umieszczony jest miniaturowy wizerunek gwiazdy orderu wykonany z metalu i pokryty emalią. Odległość pomiędzy końcami przeciwległych promieni gwiazdy wynosi 13 mm. Średnica rozetki to 15 mm.